# Grellingen
Grellingen je obec ve švýcarském kantonu Basilej-venkov. Žije zde přibližně 1 800 obyvatel.

## Geografie
Obec se nachází v dolní části údolí Laufental, na řece Birs. Nachází se 15 kilometrů jižně od Basileje; okresní město Laufen je vzdáleno 9 kilometrů na západ.
Rozloha obce je 331 hektarů, z toho 189 hektarů lesů, 69 hektarů zemědělské půdy, 64 hektarů zastavěných ploch a 11 hektarů neproduktivních ploch.

## Historie

Letecký pohled (1954)

Nejstarší nálezy jsou staré kolem 12 000 let. Nástroje a zlomené kosti zvířat z würmské doby ledové byly nalezeny v soutěsce Chaltbrunnetal a poblíž Wachtfelsen, na západ od Grellingenu. V roce 2012 byly při stavbě lesní cesty u Wachtfelsen omylem poškozeny vrstvy nálezů. Tyto jeskyně a skalní výběžky v Chessiloch poskytovaly ochranu před počasím lovcům a sběračům z doby kamenné.
Přítomnost Římanů byla doložena v lokalitě Schmälzeried, malé náhorní plošině severně od centra vesnice, a na protějším horském svahu. Nejpravděpodobněji tam stálo římské sídliště.
Údolí bylo poté osídleno Alamany, dostalo se pod nadvládu Franků a nakonec přešlo do burgundského vlastnictví. Kolem roku 1000 se Grellingen v důsledku donace stal majetkem knížete-biskupa z Basileje, kde zůstal dalších 800 let.
V roce 1792 vtrhli do Laufentalu Francouzi pod vedením Napoleona Bonaparta a v roce 1793 bylo údolí připojeno k Francii. Na Vídeňském kongresu v roce 1815 bylo basilejské knížecí biskupství rozděleno. Birseck se stal součástí Basileje, Laufental a Jura byly připojeny ke kantonu Bern jako kompenzace za ztracená území Vaud a Aargau.
Kolem tohoto rozhodnutí koluje mnoho fám, které se mezi obyvatelstvem šíří dosud. Dle území tradice byl Laufental náhodně přidělen k francouzsky mluvící oblasti Jura, protože na příslušných mapách bylo napsáno „Laufon“ místo „Laufen“. Jiná pověst říká, že páni z Wessenbergu, bývalí páni na zámku v Burg im Leimental, byli ve Vídni, aby zajistili, že jejich rodové sídlo v Laufentalu nepřipadne jejich odvěkému rivalovi, Basileji.

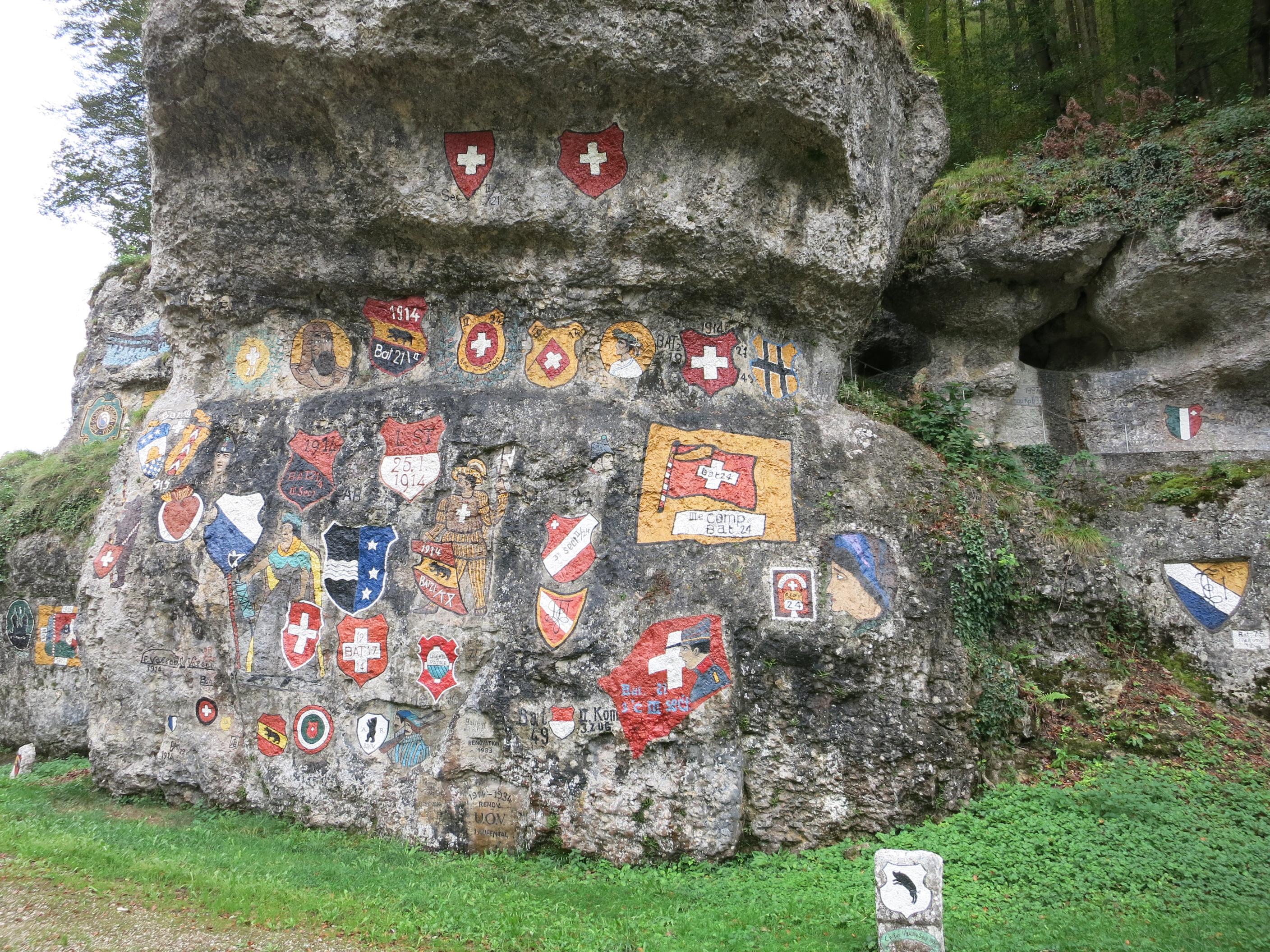
Chessiloch

Chessiloch je známý díky takzvaným erbovým skalám (Wappenfelsen). Během první světové války byly dva strategicky důležité železniční mosty přes Birs hlídány armádou. V určitém okamžiku začal voják malovat na skály erb své jednotky. Postupem času následovali další a vytvořili unikátní objekt, který je dnes vojensko-historickou památkou a oblíbeným místním výletním místem v basilejské aglomeraci.
V otázce změny kantonu pro okres Laufen obec v obou hlasováních v letech 1983 a 1989 odsouhlasila připojení ke kantonu Basilej-venkov. Změna vstoupila v platnost v roce 1994.

## Obyvatelstvo
| Vývoj počtu obyvatel | Vývoj počtu obyvatel | Vývoj počtu obyvatel | Vývoj počtu obyvatel | Vývoj počtu obyvatel | Vývoj počtu obyvatel | Vývoj počtu obyvatel | Vývoj počtu obyvatel | Vývoj počtu obyvatel | Vývoj počtu obyvatel | Vývoj počtu obyvatel | Vývoj počtu obyvatel | Vývoj počtu obyvatel |
| -------------------- | -------------------- | -------------------- | -------------------- | -------------------- | -------------------- | -------------------- | -------------------- | -------------------- | -------------------- | -------------------- | -------------------- | -------------------- |
| Rok                  | 1770                 | 1850                 | 1870                 | 1900                 | 1930                 | 1950                 | 1960                 | 1970                 | 1980                 | 1990                 | 2000                 |                      |
| Počet obyvatel       | 205                  | 512                  | 815                  | 1012                 | 1085                 | 1160                 | 1399                 | 1565                 | 1450                 | 1551                 | 1595                 |                      |

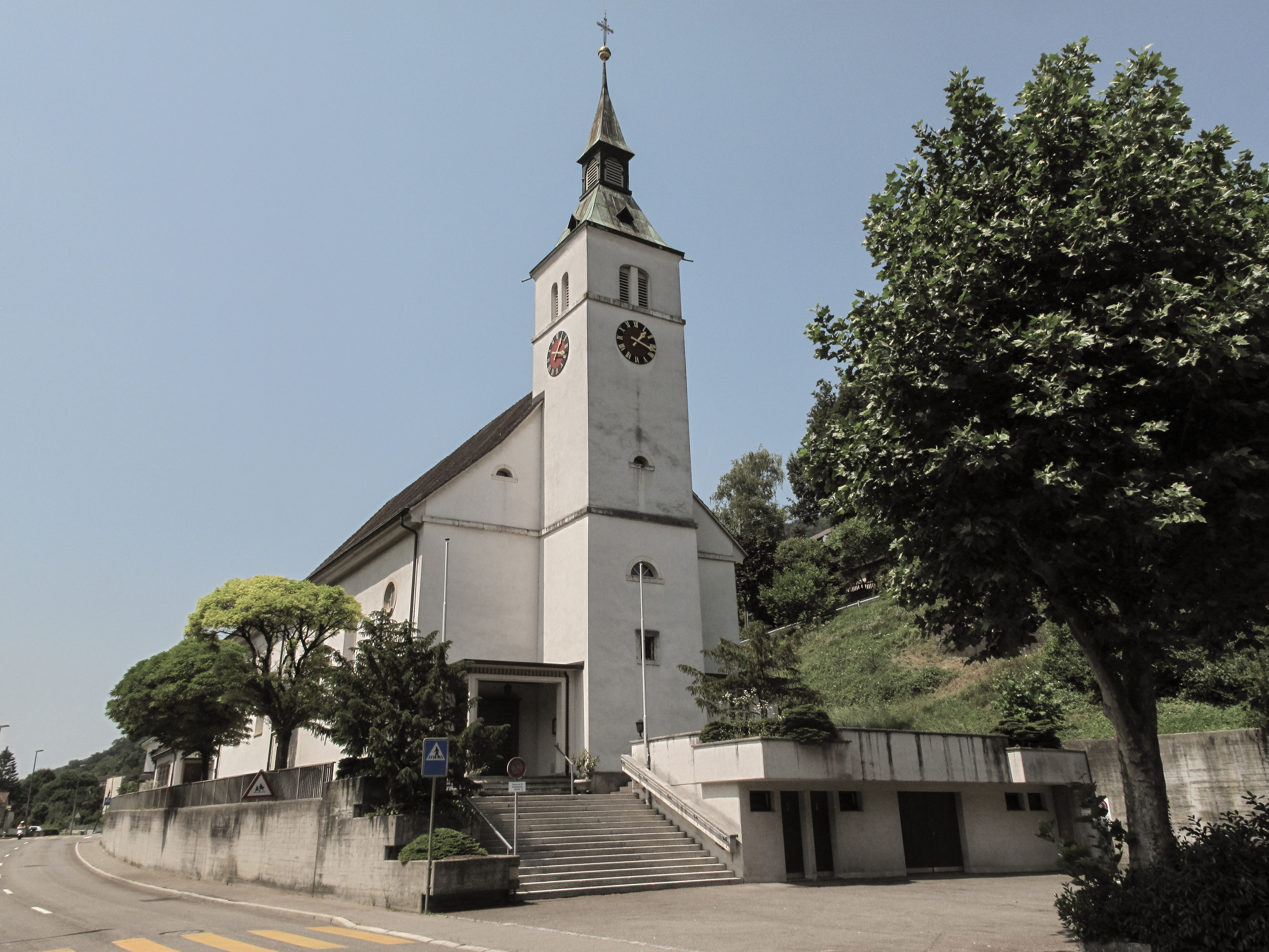
Kostel St. Laurentiuskirche

Z celkového počtu obyvatel je 81,8 % německy mluvících, 4,8 % albánsky mluvících a 3,8 % italsky mluvících (k roku 2000). V roce 2008 v obci žilo 26,9 % cizinců.

## Doprava
Obec se nachází na trati Basilej–Delémont, po které jezdí v pravidelném intervalu vlaková linka S3 basilejské S-Bahn. Tunel Eggflue, procházející stejnojmenným masivem, byl postaven, aby ušetřil obec od tranzitní dopravy po hlavní silnici H18 mezi Basilejí a Laufenem. Po silnici H18 se také lze dostat na dálnici A18 v Aesch.